# 第1号钢琴奏鸣曲 (勃拉姆斯)
勃拉姆斯的C大调第一钢琴奏鸣曲，作品1，在1853年创作于汉堡市，并于同年出版，题献给约瑟夫·约阿希姆。虽然这是勃拉姆斯出版的第一部作品，但第二钢琴奏鸣曲的创作早于此曲，因为勃拉姆斯认为这部作品品質更佳，故他选择将此曲的出版编号编为第一号。勃拉姆斯将这两首奏鸣曲，以及罗伯特·舒曼的推荐书，一同送往布赖特科普夫与黑特尔音乐出版社。舒曼此前曾热情地赞扬过勃拉姆斯，且可看出这首奏鸣曲努力在技术要求和戏剧性方面给人留下深刻印象。

## 分析
这首奏明曲有四个乐章：
1. 快板（Allegro），C大调
2. 行版（Andante），c小调开头，C大调结尾
3. 激烈的极快板 - 加快地 （Allegro molto e con fuoco — Più mosso），e小调 - C大调 - e小调
4. 激烈的快板 - 不过分的急版（Allegro con fuoco — Presto non troppo ed agitato），C大调

第一乐章为传统的奏鸣曲式，呈示部有反复。第一主题的开头类似贝多芬的“槌子键琴”奏鸣曲。第二乐章为变奏曲，受到了歌曲《月亮悄悄升起》（Verstohlen geht der Mond auf）的启发。勃拉姆斯后来于1859年为女声合唱团对它进行了重写（WoO 38/20）。第三乐章是谐谑曲和三段式。第四乐章则是一个松散的回旋曲，其主题在每次重复时都有明显的变化。该回旋曲是ABACACABA的回文形式。